# Вишня Воля
Вишня Воля (словац. Vyšná Voľa) — село в Словаччині, Бардіївському окрузі Пряшівського краю. Розташоване в північно-східній частині Словаччини, у Низьких Бескидах в долині Чермошини, притоки Топлі.
Вперше згадується у 1310 році.
В селі є римо-католицький костел з 1861-1869 рр. у стилі неокласицизму та протестантський костел.

## Населення
| Рік:            | 1994. | 2004.   | 2014.   | 2024.   |
| --------------- | ----- | ------- | ------- | ------- |
| Кількість осіб: | 386   | 397     | 398     | 402     |
| Різниця:        |       | +2,84 % | +0,25 % | +1,00 % |

| Рік:            | 2023. | 2024.  |
| --------------- | ----- | ------ |
| Кількість осіб: | 400   | 402    |
| Різниця:        |       | +0,5 % |

В селі проживає 401 осіб.
Національний склад населення (за даними останнього перепису населення — 2001 року):
- словаки — 99,50 %
- чехи — 0,25 %

Склад населення за приналежністю до релігії станом на 2001 рік:
- протестанти — 67,25 %,
- римо-католики — 31,02 %,
- греко-католики — 1,24 %,
- не вважають себе віруючими або не належать до жодної вищезгаданої церкви — 0,50 %